# De'Longhi
‌
Le groupe De'Longhi S.p.a. est une entreprise italienne produisant des appareils électroménagers et notamment connue pour ses machines à café et climatiseurs. 
Le groupe De'Longhi comprend les marques De'Longhi, Kenwood, Ariete et Braun.
Le siège de la société mère est implanté à Trévise, en Vénétie, dans le nord-est de la péninsule italienne. La société est cotée Italian Stock Exchange bourse de Milan sous le code DLG.

## Historique
Fondée en 1902, la société a débuté dans la fabrication de pièces détachées. C'est en 1950 que la fabrication d'appareils électroménagers complets sous sa propre marque commence.
Historiquement, la société est réputée pour ses productions d'appareils calorifiques (radiateurs et climatiseurs d'appoint). Sa principale fabrication est le fameux climatiseur mobile Pinguino. Depuis ce succès commercial dont la production continue, la société s'est diversifiée dans les petits appareils électroménagers et notamment les machines à café et les appareils de cuisson, mais également les appareils de nettoyage à la vapeur. 
En 2001, De'Longhi acquiert Kenwood, pour 46 millions de livres,.
En avril 2012, De'Longhi annonce l'acquisition pour 140 millions d'euros de la division électroménager de Braun, hormis le secteur rasoir et beauté féminine restant la propriété de Procter & Gamble,. 
En 2012, les activités de climatisation, de ventilation et de chauffage de De'Longhi sont regroupées dans une nouvelle filiale DeLclima, partiellement scindée et introduite en bourse. En août 2015, Mitsubishi Electric annonce l'acquisition d'une participation de 75 % dans cette dernière pour 664 millions d'euros.
En novembre 2020, De'Longhi annonce l'acquisition de Capital Brands, spécialisée dans les mixeurs pour 420 millions d'euros.

## Principaux actionnaires
Au 1er février 2020:
| Giuseppe De'Longhi (en)           | 58,2% |
| APG Asset Management              | 10,2% |
| Allianz Global Investors          | 3,02% |
| Invesco Advisers                  | 1,94% |
| Norges Bank Investment Management | 1,47% |
| JPMorgan Asset Management         | 1,28% |
| The Vanguard Group                | 1,22% |
| Fidelity Management & Research    | 1,03% |
| Fidelity Management & Research    | 0,91% |
| Massachusetts Financial Services  | 0,82% |

## Sites de production
- Jucu (Roumanie) ; fabrication de cafetières, ancienne usine Nokia[9]
- Marktheidenfeld (Allemagne) : usine Braun
- Mignagola (Italie)
- Dongguan (Chine) : usine Kenwood[10]
- Zhongshan Dongshen (Chine)